# Geliszol
A geliszol egy talajrend az USDA-talajtaxonómiában, a nagyon hideg éghajlat talajai, amik a talajfelszín alatt két méterig tartós permafroszt altalajt tartalmaznak. Jellemző a krioturbáció folyamata, a váltakozó fagyás és felengedés bekövetkezésével.
Szerkezetileg a geliszoloknak nincs B horizontja, az A horizontja a permafrostban van. Mivel a talaj szerves anyagai a felső rétegben halmozódik fel, ezért színük fekete vagy sötétbarna, amit vékony ásványréteg követ. Az eljegesedés befolyásának ellenére, a legtöbb geliszolos területen a tápanyagok, különösen a kalcium és kálium, könnyen kilúgozódik a permafroszt fölül.
A jégmentes földterületek kb. 9%-át borítják. A geliszolok főleg Szibériában, Alaszkában és Kanadában találhatók, kisebb területeken az Andokban, Tibetben, Észak-Skandináviában és Grönland és az Antarktisz jégmentes részein. 900 millió éves prekambriumi geliszol fossziliák is ismeretesek.

## Alrendek
- Hisztel – a szerves talajok hasonlóak a hisztoszolokhoz, kivéve, hogy a felszín alatt 2 méterig állandóan fagyott. 80%-nál is magasabb a szerves anyag tartalmuk a talajfelszíntől 50 cm-es mélységig, vagy jeges rétegig, vagy a felszínhez legközelebbi denzikus, lithikus (köves) vagy paralithikus (kőszerű) érintkezésig. Ezek túlnyomó többségben a állandó vagy kiterjedt permafroszt szubarktikus és kevésbé arktikus régiókon vannak. Az aktív réteg (a földfelszín és a permafroszt tábla közti talaj) kevesebb, mint egyharmada vagy a legalább 30 cm-es jégréteg krioturbált.
- Turbel – a krioturbáció befolyását mutató talajok (az aktív réteg több, mint egyharmadának mélységéig), a szabálytalan, feltört vagy eltorzult horizonthatárok, involúciók és mintás földfelszín jellemzők. Általában tartalmaznak ásvány és szerves anyag nyelveket, szerves anyag és ásvány behatolásokat és orientált sziklatörmelékeket. A szerves anyag a permafrost és jégékek tetején való felhalmozódása sajátságos. A turbelek elsősorban az állandó permafroszt területein találhatók.
- Orthel – krioturbációt nem vagy kevéssé mutató talajok (az aktív réteg kevesebb, mint egyharmadának mélységéig). A mintás talajok (kivéve a poligonok) általában hiányoznak. Az orthelek általában a nem állandó permafroszt területein és havasi területeken találhatók.

## Külső hivatkozások
- Gelisols. USDA-NRCS. [2012. szeptember 24-i dátummal az eredetiből archiválva]. (Hozzáférés: 2006. május 14.)